# Bliss (sång)
Bliss är en låt av det engelska rockbandet Muse. Låten finns med på bandets andra album Origin of Symmetry och den släpptes som singel 2001. Enligt Matt Bellamy är Bliss hans personliga favorit av alla låtar han skrivit. Bliss är känd för att liveversionen ofta skiljer sig nämnvärt från studioversionen eftersom Matt Bellamy ofta sjunger opera istället för vanlig sång under den sista refrängen när låten framförs live. Muse har även skapat ett annorlunda gitarrintro till låten, samt förlängt den med ett par minuter när den spelas live, under vilka enorma ballonger brukar släppas ut över publiken för att slutligen explodera i ett konfettiregn.